# Assemblée des Premières Nations
Pour les articles homonymes, voir APN.
L'Assemblée des Premières Nations (APN), est une assemblée délibérante des Premières Nations du Canada représentées par leurs chefs. Elle assure la représentation de communautés et vise à protéger les droits des Premières Nations et, notamment, à faire valoir les droits ancestraux et droits issus de traités. L'action et le fonctionnement de l'Assemblée sont encadrés par la Charte de l'Assemblée des Premières Nations, rédigée en 1985.

## Histoire
Durant les années 1960 et 1970, c'est la Fraternité nationale des Indiens (FNI) qui représente les intérêts des Autochtones au Canada. Cette représentation se fait par l'entremises d'organisations provinciales. Or, en pleine période de réforme constitutionnelle au Canada, les Premières Nations doivent se doter d'un moyen de parler d'une seule voix et directement avec le gouvernement fédéral. C'est ainsi qu'en 1982, l'Assemblée des Premières Nations est fondée.

## Chefs de l'Assemblée des premières nations
- 1968 - 1970 - Walter Dieter
- 1970 - 1976 - George Manuel
- 1976 - 1980 - Noel Starblanket
- 1980 - 1982 - Delbert Riley
- 1982 - 1985 - David Ahenakew
- 1985 - 1991 - Georges Erasmus
- 1991 - 1997 - Ovide Mercredi
- 1997 - 2000 - Phil Fontaine (premier mandat)
- 2000 - 2003 - Matthew Coon Come
- 2003 - 2009 - Phil Fontaine (deuxième mandat)
- 2009 - 2014 - Shawn Atleo[4],[5]
- 2014 - 2021 - Perry Bellegarde (en)
- 2021 - 2023 - RoseAnne Archibald[6],[7]
- 2023 - 2023 - Joanna Bernard[8] (par intérim)
- 2023 - Présent - Cindy Woodhouse[9]